# NGC 4614
NGC 4614 é uma galáxia espiral barrada (SB0-a) localizada na direcção da constelação de Coma Berenices. Possui uma declinação de +26° 02' 35" e uma ascensão recta de 12 horas, 41 minutos e 31,6 segundos.
A galáxia NGC 4614 foi descoberta em 9 de Maio de 1864 por Heinrich Louis d'Arrest.